# Iñaki Sáez
José Ignacio Sáez Ruiz, conocido como Iñaki Sáez, (Bilbao, Vizcaya, 23 de abril de 1943) es un exfutbolista y exentrenador español. Durante su carrera como técnico ha sido seleccionador de España, tanto de sus categorías inferiores como de la selección absoluta. Actualmente está retirado.

## Trayectoria como futbolista
Iñaki Sáez, comenzó su trayectoria como futbolista en la Unión Sport de San Vicente de donde pasó al Barakaldo CF. En 1962 fichó por el Athletic Club, donde jugaría hasta el año 1974, disputando 338 partidos entre todas las competiciones y marcando ocho goles con la zamarra rojiblanca. Jugó como lateral derecho en el club bilbaíno, donde consiguió dos Copas del Generalísimo en 1969 y 1973, esta última como capitán del equipo.
Fue internacional en 3 ocasiones con la selección española. Su debut se produjo el 3 de abril de 1968 en un partido ante Inglaterra, perteneciente a la fase de clasificación de la Eurocopa 1968.

## Trayectoria como entrenador
Estuvo ligado la mayor parte de su carrera al Athletic Club. Inició su carrera en 1974, al mando del equipo juvenil. También entrenó al Bilbao Athletic varias temporadas hasta que llegó al Athletic Club, en la temporada 1980-81, tras los malos resultados cosechados por Senekowitsch. En la temporada 1985-86 volvió a entrenar al Athletic Club, debido al cese de Javier Clemente. Tras acabar la temporada, regresó a las categorías inferiores del club. En diciembre de 1987 se volvió a hacer cargo del Bilbao Athletic, en Segunda División, después de los malos resultados bajo el mando de Iribar. El equipo acabó descendiendo, pero en la campaña siguiente (1988-89) regresó a la categoría de plata. Continuó en el equipo filial hasta el último tramo de la temporada 1990-91 cuando se tuvo que hacer cargo del Athletic Club, nuevamente, tras el despido de Clemente. Inició la temporada 1991-92 como entrenador del primer equipo, aunque fue despedido tras 23 jornadas. Tras esto, cerró su ciclo en el club vizcaíno habiendo sido el entrenador del Athletic Club (107 partidos), Bilbao Athletic (290, récord absoluto) y diversos equipos de formación del club en dieciocho temporadas.
Dirigió a la U. D. Las Palmas, en Segunda División B, en la temporada 1993-94 y al Albacete, en Primera División, en las últimas jornadas de la Liga 1995-96. Pocos meses después, se incorporó como ayudante de Javier Clemente en la selección española de fútbol.
Sus mayores éxitos, llegaron como seleccionador de las categorías inferiores de la selección española, con las que consiguió varios importantes triunfos como el Mundial sub-20 de 1999, la Eurocopa sub-21 de 1998 o la medalla de plata en Sídney 2000 con la selección olímpica. Estos éxitos lo llevaron a dirigir a la selección nacional absoluta durante dos años, desde julio de 2002 hasta la Eurocopa 2004, donde el conjunto nacional cayó en primera fase, lo que provocó la renuncia del técnico.
En 2004, tras la Eurocopa, la Federación le encomendó de nuevo el cargo de seleccionador sub-21, hasta su retirada de los banquillos en 2008, siendo sustituido en el cargo por Juan Ramón López Caro.

### Trayectoria
| Club               | País   | Año       |
| ------------------ | ------ | --------- |
| Bilbao Athletic    | España | 1976-1980 |
| Athletic Club      | España | 1980-1981 |
| Bilbao Athletic    | España | 1982-1983 |
| Athletic Club      | España | 1986      |
| Bilbao Athletic    | España | 1987-1991 |
| Athletic Club      | España | 1991-1992 |
| U. D. Las Palmas   | España | 1993-1994 |
| Albacete           | España | 1996      |
| Selección sub-21*  | España | 1996-2002 |
| Selección absoluta | España | 2002-2004 |
| Selección sub-21*  | España | 2004-2008 |

(*): En el periodo que ejerce como seleccionador nacional sub-21, también se hace cargo en diversos campeonatos, de otras categorías como la sub-20, sub-19 o la selección olímpica.

## Palmarés

### Como jugador
| Título                | Club          | País   | Año  |
| --------------------- | ------------- | ------ | ---- |
| Copa del Generalísimo | Athletic Club | España | 1969 |
| Copa del Generalísimo | Athletic Club | España | 1973 |

### Como entrenador

#### Títulos nacionales
| Título             | Club            | País   | Año  |
| ------------------ | --------------- | ------ | ---- |
| Segunda División B | Bilbao Athletic | España | 1983 |
| Segunda División B | Bilbao Athletic | España | 1989 |

#### Títulos internacionales
| Título                          | Equipo | Sede      | Año  |
| ------------------------------- | ------ | --------- | ---- |
| Eurocopa Sub-21                 | España | Rumania   | 1998 |
| Mundial Sub-20                  | España | Nigeria   | 1999 |
| Medalla de plata en Sídney 2000 | España | Australia | 2000 |
| Eurocopa Sub-19                 | España | Noruega   | 2002 |